# Thomas Petruo

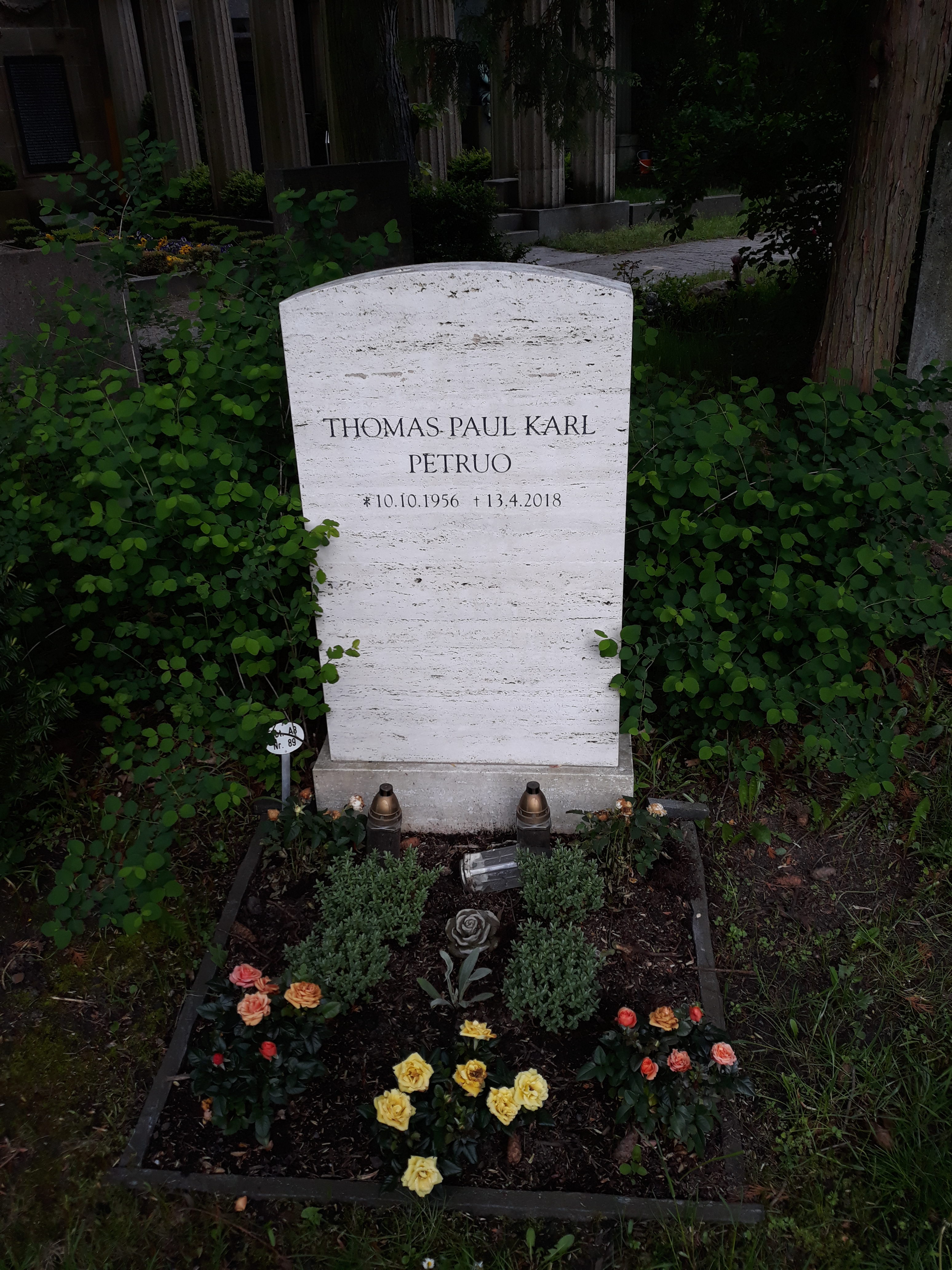
Das Grab von Thomas Petruo auf dem Friedhof Wilmersdorf in Berlin

Thomas Paul Karl Petruo (* 10. Oktober 1956 in West-Berlin; † 13. April 2018 in Berlin-Neukölln) war ein deutscher Radiomoderator, Schauspieler, Synchronsprecher sowie Hörspiel- und Hörbuchsprecher.

## Leben
Petruos Mutter war eine bekannte Theaterschauspielerin; sie spielte bis zu Petruos 14. Lebensjahr kein Theater, da sie sich um ihre Kinder kümmern wollte, Petruo selbst arbeitete am Theater als Assistent für die Regie oder Requisiten. Als die Familie wieder in Berlin lebte, ging Petruo zur Schauspielschule, da ihn die Aktivität seines Vaters, Heinz Petruo, von Kind an begeisterte, dieser war Schauspieler und Synchronsprecher. Seit 1983 arbeitete er als Bühnenlichtgestalter für Theaterbühnen.

## Tätigkeiten als Sprecher
Petruo war bereits 1962 das erste Mal im Synchronstudio. Er moderierte zusammen mit seinem Vater den RIAS-2-Treffpunkt und synchronisierte in mehr als 1000 Filmen und Serien, unter anderem die Rolle des Biff Tannen in der Filmtrilogie Zurück in die Zukunft, Nick Van Owen in Vergessene Welt: Jurassic Park und Sheldon J. Plankton in der Zeichentrickserie SpongeBob Schwammkopf. In der Serie Fackeln im Sturm synchronisierte er den Schauspieler James Read in der Rolle des George Hazard, während sein Vater die Synchronregie übernahm. Petruo wurde oftmals auf bekannten Sängern besetzt; so synchronisierte er zweimal Steven Tyler (Gastauftritte in Two and a Half Men), Mick Jagger (The Rutles und Freejack – Geisel der Zukunft) oder Alice Cooper in einigen Werbespots. Eine seiner bekanntesten Arbeiten stammt von 1994, als er Gary Oldman in Léon – Der Profi seine Stimme lieh.
Er synchronisierte ebenfalls Kadett Kyle Blankes in Police Academy und den Kellner Robbie Gold in Dirty Dancing. Er sprach außerdem auch in einigen Animes, unter anderem in den Filmen zu Detektiv Conan die Rolle des Yūsaku Kudō oder Garlic Jr. in der Animeserie Dragonball Z.
Er war oft in der Werbung zu hören, zum Beispiel für die Marke Playstation 3. Als Hörspiel- und Hörbuchsprecher war Petruo auch nicht unbekannt; er sprach in einigen Folgen der Hörspielserien Sherlock Holmes von Romantruhe, Geisterjäger John Sinclair, Perry Rhodan oder in einigen Hörspielen nach Edgar Wallace von Hörplanet, außerdem vertonte er Crime Machine und Gangland vom britischen Autor Howard Linskey sowie das Buch So was von tot von Chris Holm.

## Als Schauspieler
Als Schauspieler wirkte er in verschiedenen Filmen mit, unter anderem in Die unendliche Geschichte III, Duell – Enemy at the Gates und Fernsehserien wie Wolffs Revier oder Balko.

## Privat
Petruo war Agnostiker. Seine Tochter ist die Sängerin, Schauspielerin, Synchronsprecherin und Psychologin Vanessa Petruo, die Anfang der 2000er durch die Band No Angels bekannt wurde und seit 2015 in der psychologischen Forschung arbeitet. Er starb am 13. April 2018 nach kurzer, schwerer Krankheit im Vivantes Klinikum Neukölln im gleichnamigen Berliner Bezirk. Er wurde 61 Jahre alt.

## Filmografie (Auswahl)
- 1979: Kümo Henriette (Fernsehserie, zwei Folgen)
- 1984: Mrs. Harris – Freund mit Rolls-Royce (Fernsehfilm)
- 1992: Die Tigerin
- 1994: Die unendliche Geschichte III – Rettung aus Phantásien (The Neverending Story III: Escape from Fantasia)
- 2001: Duell – Enemy at the Gates (Enemy at the Gates)
- 2004: Berlin, Berlin (Fernsehserie, eine Folge)
- 2017: Hagazussa – Der Hexenfluch

## Synchronrollen (Auswahl)
Gary Oldman
- 1986: Sid und Nancy als Sid Vicious
- 1990: Im Vorhof der Hölle als Jackie Flannery
- 1991: JFK – Tatort Dallas als Lee Harvey Oswald
- 1993: Romeo Is Bleeding als Jack Grimaldi
- 1994: Léon – Der Profi als Norman Stansfield

Mykelti Williamson
- 1994: Forrest Gump als Bubba Blue
- 1997: Ort der Wahrheit als Marcus Weans
- 1999: Essig und Melasse – Das schwarze Amerika erwacht als Papa Delany

Lambert Wilson
- 1985: Der Mann mit dem stahlharten Blick als Villain
- 1988: El Dorado – Gier nach Gold als Ursúa

Ice-T
- 1991: New Jack City als Scotty Appleton
- 1997: Mean Guns – Knast ohne Gnade als Vincent Moon

Steve Buscemi
- 1994: Airheads als Rex
- 1996: Fargo als Carl Showalter
- 2000: The Animal Factory – Rache eines Verurteilten als A.R. Hosspack

Peter Greene
- 1996: Coyote Run als Clifton Santier/ Bosco
- 1996: Tödliche Verschwörung als Cole Wilson

### Filme
- 1978: Malcolm Tierney in Krieg der Sterne als Lt. Shann Childsen
- 1985: Thomas F. Wilson in Zurück in die Zukunft als Biff Tannen
- 1986: Kent Lipham in Karate Tiger als Scott
- 1986: Isaach De Bankolé in Black Mic Mac als Lemi
- 1987: Max Cantor in Dirty Dancing als Robbie Gould
- 1987: Richard E. Grant in Withnail & I als Withnail
- 1988: Robert Downey Jr. in Die Generation von 1969 als Ralph Carr
- 1988: Don Harvey in Bestie Krieg als Kaminski
- 1989: Leon in Mut einer Mutter
- 1989: Giancarlo Esposito in Do the Right Thing
- 1989: Michael Carmine in Leviathan als DeJesus
- 1989: Thomas F. Wilson in Zurück in die Zukunft II als Biff Tannen
- 1990: Thomas F. Wilson in Zurück in die Zukunft III als Buford „Mad Dog“ Tannen/Biff Tannen
- 1990: Willem Dafoe in Wild at Heart – Die Geschichte von Sailor und Lula als Bobby Peru
- 1990: Jon Tenney in Night Visions als Martin
- 1991: Bill Paxton in Aliens – Die Rückkehr (nur Director’s Cut)
- 1992: Mick Jagger in Freejack – Geisel der Zukunft als Victor Vacendak
- 1992: Jeffrey Wright in Manny und Dan – Leben und Sterben in der Bronx als Derek
- 1994: Woody Harrelson in Natural Born Killers als Mickey Knox
- 1995: Kevin Bacon in Apollo 13 als Jack Swigert
- 1996: Philip Seymour Hoffman in Twister als Dustin Davis
- 1997: Woody Harrelson in Welcome to Sarajevo als Flynn
- 1997: Samuel L. Jackson in Jackie Brown als Ordell Robbie
- 1997: Javier Bardem in Perdita Durango als Romeo Dolorosa
- 1997: Vince Vaughn in Vergessene Welt: Jurassic Park als Nick Van Owen
- 1998: Leon in The Temptations als David Ruffin
- 1999: Bryan Genesse in Cold Harvest – Der Countdown läuft als Little Ray
- 2000: Samy Naceri in Taxi Taxi als Daniel Morales
- 2002: Woody Harrelson in Natural Born Killers (Director’s Cut) als Mickey Knox
- 2003: Samy Naceri in Taxi 3 als Daniel Morales
- 2004: Mr. Lawrence in Der SpongeBob Schwammkopf Film als Sheldon J. Plankton
- 2005: Richard Brake in Doom – Der Film als Dean Portman
- 2005: Dale Midkiff in Liebe findet ein Zuhause als Clark Davis
- 2006: Dale Midkiff in Liebe löst den Schmerz als Clark Davis
- 2007: Javier Bardem in No Country for Old Men als Anton Chigurh
- 2007: Billy Otis in Saw IV als Cecil Adams
- 2008: Tracy Morgan in Superhero Movie als Professor Xaviar
- 2009: Peter Williams in Stargate SG-1: Das Tor zum Universum – Final Cut als Apophis
- 2010: Jackie Earle Haley in A Nightmare on Elm Street als Freddy Krueger
- 2011: Nick Cassavetes in Hangover 2 als Tattoo Joe
- 2013: Thomas F. Wilson in Taffe Mädels als Captain Frank Woods
- 2015: Ralph Ineson in Kingsman: The Secret Service als Polizist
- 2015: Mr. Lawrence in SpongeBob Schwammkopf 3D als Sheldon J. Plankton

### Serien
- 1983–1986: Perry King in Trio mit vier Fäusten als Cody Allen
- 1988–1991: Mykelti Williamson in Der Nachtfalke als Deacon Bridges
- 1990: Peter Coffield in Hart aber herzlich als Sanford Whitley
- 1994: Thomas F. Wilson in Zurück in die Zukunft als Biff Tannen
- 1994, 1996–1999: James McCaffrey in Viper als Joe Astor
- 2002–2018: Mr. Lawrence in SpongeBob Schwammkopf als Sheldon J. Plankton
- 2008–2010: Andre Royo in The Wire als Reginald „Bubbles“ Cousins
- 2011–2015: Colin Cunningham in Falling Skies als John Pope
- 2012: Michael Massee in Rizzoli & Isles als Charles Hoyt
- 2015: Adam Arkin in How to Get Away with Murder als Wallace Mahoney
- 2016–2017: Giancarlo Esposito in The Get Down als Pastor Ramon Cruz

## Hörspiele (Auswahl)
- 1989: DuckTales – Folge 1 bis 17
- 2011: Point Whitmark – Folge 34 und 35[7]
- 2014: Gabriel Burns – Folge 42 bis 45
- 2014–2018: Sherlock Holmes (Romantruhe) – Folge 12, 17, 20, 28, 32, 34 und 36

## Hörbücher
- 2014: Howard Linskey: Gangland (Audible)[8]
- 2014: Howard Linskey: Crime Machine (Audible)
- 2016: Chris Holm: So was von tot (Audible)
- 2017: Harlan Coben: In ewiger Schuld (zusammen mit Detlef Bierstedt)